# Medula Rock
Medula es una banda del género rock oriunda de la ciudad de Santa Fe (Argentina) y actualmente integrada por Leandro Costantini (voz y guitarra), Martin Salas (guitarra), Juan Abraham (Bajo) y Diego Canastrelli (Batería). Con 10 años en su haber desde su debut en 2006, han compartido sus sólidas y enérgicas canciones en múltiples escenarios de toda la región, entre los que se destacan Rosario, Reconquista, Paraná y diversas ciudades de la Provincia de Entre Ríos, Capital Federal, entre otros. Con un estilo y sonidos influenciados por el rock de los 80 y 90´s, avanzan hacia diversos matices de rock alternativo, hard-rock y rock-pop moderno.
La banda cuenta con dos EP (2006-2008) y un disco titulado VITAL, editado de forma independiente a finales de 2011, con 10 canciones propias grabadas y masterizadas en estudios EL Pote de Ramiro Genevois, en Santa Fe.  Se presenta oficialmente ese material en el Centro Cultural Provincial ya en 2012, con una propuesta audiovisual que marcaría un camino distintivo y prolífero de la banda. 
Durante estos años Medula recibe varios reconocimientos a través de sus shows y su material discográfico. La banda es elegida y participa en forma consecutiva en las ediciones 2010, 2011 y 2012 del mega evento Música en el Rio de Cervecería Santa Fe, a través del voto de la gente y jurados locales. 
EN 2012 obtienen la mención a “Mejor Puesta en Escena de Banda” en la 10ª Bienal de Arte Joven UNL 2012, donde se filma el videoclip de su corte de difusión “Resplandor”. A finales del mismo el año Mëdula es nominada en la terna a MEJOR BANDA DE ROCK de Santa Fe en los premios de la Revista Poquet de la misma ciudad.
En 2013 continúan una buena senda y resultan ganadores del CONCURSO "IGUALDAD CULTURAL" en la CATEGORÍA MÚSICA de la Secretaria de Cultura de la Presidencia de la Nación, siendo elegidos junto a otros 50 artistas entre 7000 músicos de todo el país, mediante el cual se presentan en vivo en TECNOPOLIS y MUSEO HISTÓRICO NACIONAL en Capital Federal. 
Siempre apostando al crecimiento de la actividad musical local, en 2013 y 2014 Mëdula forma parte de la organización y desarrollo del ciclo de música llamado EXPOCICLO, gestionado junto a otras bandas pertenecientes a la asociación civil S.U.ROCK (actualmente SUMA), en una experiencia única para la ciudad. Además en ese 2014 tienen el honor de participar del Homenaje a Gustavo Cerati realizado en 2014 y organizado por INAMU (Instituto Nacional de la Música) – sede Santa Fe. 
El 2015 comienzan formando parte de la grilla del festival Crespo Rock y en marzo del mismo año la banda nuevamente es reconocida a nivel nacional resultando uno de los Ganadores del Concurso de Bandas Z-ROCK de la serie de ficción “VIUDAS E HIJOS DEL R&R” emitida en el canal TELEFE y son invitados a compartir su música en el capítulo 119 de la tira televisiva, filmada en Capital Federal, junto a Mamita Peyote, RedioRoots y Alika.
Entre 2015 y 2016 Mëdula decide abocarse a culminar la grabación de su segundo disco, que se llamará SIEMPRE NACIENDO  y se editara a fines de año. La producción refleja un momento maduro y de comunión expresiva de la banda, con un mensaje sonoro más directo y enérgico. Este 2016 se incorpora en batería Diego Canastrelli (ex Levitar –Morena´s Son- Cabezones, entre otros) para la nueva formación, en lugar del inicial integrante Guido Grazzini.